# Lecanora stenotropa
Lecanora stenotropa är en lavart som beskrevs av Nyl. Lecanora stenotropa ingår i släktet Lecanora och familjen Lecanoraceae.  Arten är reproducerande i Sverige. Inga underarter finns listade i Catalogue of Life.